# Гаджамматов, Алибек Юсупбекович
Алибек Юсупбекович Гаджамматов (3 июля 2001, Карабудахкентский район, Дагестан, Россия) —  российский спортсмен, специализируется по ушу. Чемпион России по ушу.

## Спортивная карьера
В июне 2013 года в Коркмаскале стал победителем первенства Дагестана по полноконтактному рукопашному бою среди мальчиков 8-11 лет. В марте 2017 года в Избербаше стал бронзовым призёром первенства Дагестана среди юношей. В марте 2018 года на Первенстве Дагестана по ушу-саньда в Избербаше среди юношей 17-18 лет занял 2 место. В апреле 2018 года в Махачкале стал победителем первенства Дагестана по кунг-фу. В марте 2021 года в Москве стал чемпионом России. 24 июля 2021 года в Толстой-Юрте в рамках турнира АСА Young Eagles провёл свой дебютный бой, в котором одолел Мансура Нашаева техническим нокаутом в 3 раунде.
17 ноября 2024 года дебютировал в лиге Rizin, победив техническим нокаутом в первом раунде Даичи Китакату.

## Спортивные достижения
- Чемпионат России по ушу 2021 — ;